# Renault Clio IV
Renault Clio IV (type X98) er den fjerde modelgeneration af minibilen Clio fra Renault.

## Modelhistorie
Fjerde generation af Clio (type X98) fejrede sin premiere på Paris Motor Show i slutningen af september 2012 og kom ud til forhandlerne den 10. november 2012.
Bilen blev præsenteret som femdørs hatchback, mens stationcarudgaven Grandtour fulgte i marts 2013. For første gang findes Clio ikke længere med tre døre. Modellen er bygget på en modificeret udgave af Renault-Nissans platform "B", som i sin oprindelige form blev benyttet til begge forgængerne.
- Bagfra
- Renault Clio Grandtour (2013−)

## Motorer
Motorprogrammet omfatter den nyudviklede trecylindrede turbobenzinmotor på 0,9 liter med 66 kW (90 hk), som i Energy-udgaven med start/stop-system og energigenvinding har et benzinforbrug på 4,5 liter pr. 100 km. Derudover findes Clio IV fortsat med den firecylindrede 1,2-litersmotor med nu 54 kW (73 hk).
I foråret 2013 tilkom modellen TCe 120, hvis firecylindrede turbomotor yder 88 kW (120 hk), har et maksimalt drejningsmoment på 190 Nm og er kombineret med dobbeltkoblingsgearkasse. Dieselprogrammet omfatter den fra forgængeren kendte 1,5 dCi-motor i modificerede versioner med 55 kW (75 hk) og 66 kW (90 hk). Begge varianter er udstyret med femtrins manuel gearkasse.
Hele motorprogrammet i Clio IV opfylder Euro6-normen.
En elektromotor med 65 kW (88 hk) har siden slutningen af 2012 gjort tjeneste i søstermodellen Renault ZOE.

| Model                     | Cylindre | Slagvolume cm³ | Max. effekt kW (hk) / omdr. | Max. drejningsmoment Nm / omdr. | Motorkode | 0-100 km/t sek. | Topfart km/t | Byggeår   |
| ------------------------- | -------- | -------------- | --------------------------- | ------------------------------- | --------- | --------------- | ------------ | --------- |
| Benzinmotorer             |          |                |                             |                                 |           |                 |              |           |
| 0.9 TCe 90                | 3        | 898            | 66 (90) / 5250              | 135 / 2500 − 5200               | H4Bt 400  | 12,2            | 177          | 10/2012 − |
| 1.2 16V 65                | 4        | 1149           | 48 (65) / 5500              | 105 / 4250                      | D4F       | 15,7            | 167          | 5/2014 −  |
| 1.2 16V 75                | 4        | 1149           | 54 (73) / 5500              | 107 / 4250                      | D4F 740   | 14,5            | 167          | 10/2012 − |
| 1.2 TCe 120               | 4        | 1197           | 88 (120) / 4900             | 190 / 2000                      | H5Ft      | 9,9             | 199          | 3/2013 –  |
| 1.6 Turbo R.S. EDC        | 4        | 1618           | 147 (200) / 6000            | 240 / 1750                      | M5M       | 6,7             | 230          | 3/2013 –  |
| 1.6 Turbo R.S. EDC Trophy | 4        | 1618           | 162 (220) / 6050            | 280 / 1750                      | M5M       | 6,6             | 235          | 1/2016 −  |
| R.S.16                    | 4        | 1998           | 201 (273) / 5500            | 360 / 3000                      | F4R       | 5,8             | 255          | 1/2016 −  |
| Dieselmotorer             |          |                |                             |                                 |           |                 |              |           |
| 1.5 dCi 75                | 4        | 1461           | 55 (75) / 4000              | 200 / 1750                      | K9K 612   | 14,3            | 168          | 11/2012 − |
| 1.5 dCi 90                | 4        | 1461           | 66 (90) / 4000              | 220 / 1750                      | K9K 608   | 12,0            | 181          | 11/2012 − |

## ClioRenault Sport
Siden foråret 2013 kan der på basis af den fjerde Clio-generation igen leveres en sportsversion (Clio Renault Sport 200 EDC), som blev præsenteret på Paris Motor Show i september 2012. Den nye model er udstyret med en 1,6-liters turbobenzinmotor med 147 kW (200 hk) i kombination med en sekstrins dobbeltkoblingsgearkasse. Normforbruget er i forhold til forgængeren faldet med to liter og ligger nu på 6,2 liter pr. 100 km, hvorimod drejningsmomentet er steget med 24 Nm og nu ligger på 240 Nm ved 1750 omdr./min.
Med en såkaldt Cup-undervogn er Clio i forhold til standardmodellen sænket fem millimeter. Modellen findes udelukkende som femdørs.